# Marquette (Nebraska)
Marquette ist ein Dorf (Village) im Hamilton County im Süden von Nebraska, Vereinigte Staaten. Das U.S. Census Bureau hat bei der Volkszählung 2020 eine Einwohnerzahl von 236 ermittelt.

## Geografie
Das Dorf Marquette befindet sich rund 15 Kilometer nördlich von Aurora. Die nächstgelegenen größeren Städte sind Grand Island (42 km südwestlich) und Lincoln (120 km östlich).

## Geschichte
Der Ort wurde 1882 offiziell eingetragen, nachdem die Burlington and Missouri River Railroad ihr Streckennetz hierher ausbaut hatte. Benannt ist das Dorf nach Thomas M. Marquette, einem Mitarbeiter der Eisenbahn.

## Verkehr
Der Ort ist über den Nebraska Highway 14 zu erreichen, der im Osten in rund 2 km Entfernung vorbeiführt.
Der nächstgelegene Flugplatz ist der Aurora Municipal Airport.